# Stephen Burton
Stephen Burton (Ipswich, 2 december 1987) is een darter uit Engeland die uitkomt voor de Professional Darts Corporation (PDC). 

## Carrière
Burton veroverde een Tour Card in 2017, en wist zich dat jaar ook voor de eerste keer te kwalificeren voor een PDC European Tour. Tijdens de eerste ronde van het German Darts Championship werd hij uitgeschakeld door Kevin Painter met 6-5.
Tijdens de Players Championship Finals 2018 wist hij de laatste 16 te bereiken, door achtereenvolgens Jermaine Wattimena en Darren Webster te verslaan. Burton werd uitgeschakeld door Michael van Gerwen met 10-4.
Via de PDPA-Qualifier wist Burton zich te kwalificeren voor het PDC World Darts Championship 2019. Hij werd echter uitgeschakeld in de eerste ronde met 3-0 door Ryan Searle.
Nadat hij zijn Tour Card verloor in 2019, wist hij de tweede en de achtste Challenge Tour van dat jaar te winnen.
Op 15 januari 2023 wist hij zijn Tour Card te heroveren op de Q-School.

## Resultaten op Wereldkampioenschappen

### PDC
- 2019: Laatste 96 (verloren van Ryan Searle met 0-3)
- 2025: Laatste 96 (verloren van Alexander Merkx met 0-3)